# Purpurstrupig solfågel
Purpurstrupig solfågel (Leptocoma sperata) är en fågel i familjen solfåglar inom ordningen tättingar.

## Utseende och läte
Purpurstrupig solfågel är en mycket liten fågel med tydliga dräktsmässiga könsskillnader. Hanen är mörk ovan med grönaktigt på hjässa och övergump. Vidare är den djupt purpurfärgad på strupe och övre delen av bröstet, medan den är lysande röd på nedre delen av bröstet och buken. På Suluöarna och västra delarna av Mindanao är det röda på bröstet ersatt av gult med en orangefärgad anstrykning. Lätet är ett vasst och stigande "tsweep!".

## Utbredning och systematik
Purpurstrupig solfågel förekommer i Filippinerna och delas upp i fyra underarter med följande utbredning:
- sperata-gruppen
  - Leptocoma sperata henkei – norra Luzon och närliggande öar
  - Leptocoma sperata sperata – centrala och södera Luzon, Polillo, Catanduanes, Marinduque ; övergår i henkei på centrala Luzon)
  - Leptocoma sperata trochilus – Mindoro österut till Samar och söderut till Palawan och östra Mindanao
- Leptocoma sperata juliae – centrala och västra Mindanao, Basilan och Suluarkipelagen; övergår i trochilus på centrala Mindanao

Sedan 2016 urskiljer Birdlife International och naturvårdsunionen IUCN juliae som den egna arten Leptocoma juliae. 

## Levnadssätt
Purpurstrupig solfågel hittas i skogsområden i lågland och lägre bergstrakter.

## Status
IUCN bedömer hotstatus för underartsgrupperna (eller arterna) var för sig, båda som livskraftiga.